# Helenismo (lingüística)
Se denomina helenismo o grecismo (Ἑλληνική ɣλῶσσα / ɣλῶττα) a una palabra o expresión que tiene su origen en el idioma griego y que se usa en otras lenguas. La mayoría de las lenguas europeas contienen gran cantidad de helenismos, muchos de ellos palabras acuñadas modernamente a partir de raíces del griego clásico. El griego y el latín forman el substratum del idioma castellano.  Juntas conforman más del 90 % del léxico de este idioma. Tras el latín, el griego es el idioma que más palabras ha aportado al castellano moderno, un 15 %  a 20 % del léxico. El griego ha aportado el mayor número de tecnicismos y neologismos en el campo de las ciencias.

## Helenismos en español
En español, los helenismos suelen ser términos científicos o técnicos, son palabras de la lengua griega que se pronuncian prácticamente de igual manera, y pueden notarse que son muchas: 
- pentagrama, teoría, polémica, política, terapia

Palabras empezadas o terminadas en: 
- -logía, -grafía, fono-, bio-, tele-, psico-, geo-, -grama, hema-, meta-

Algunos helenismos fueron traducidos por los romanos a su lengua, el latín, y de esa manera transvasados a ella y por tanto al castellano y a otras lenguas romances y germánicas, de forma que poseemos dos palabras para designar una misma realidad. Por ejemplo, el griego metamorfosis, compuesto por el prefijo meta-, la raíz morfo y el sufijo -sis, se tradujo en latín por transformatio, compuesto de la traducción del prefijo griego meta- por su correspondiente latino, trans-, del lexema latino forma, equivalente al griego morfo, y del sufijo latino -tio, que posee idénticas funciones que el griego -osis, lo que redunda en el doblete castellano metamorfosis/transformación.
Los helenismos ofrecen algunos problemas en su adaptación a la lengua española, especialmente en fonética y morfología. Por caso, resulta incómodo formar los plurales de palabras griegas terminadas en -s y es difícil distinguirlas de sus singulares: la/las crisis, la/las tesis... El castellano clásico del siglo XVII solucionaba el problema adoptando un singular sin -s: crisi, phrasi, éxtasi... pero esto iba contra la etimología. Otro problema lo ofrecen las palabras terminadas en -ma, que en griego son neutras, pero en el castellano clásico del Siglo de Oro vacilaba su género: el/la reuma, el/la fantasma, el/la cisma... 
En cuestión de fonética, existen muchas acentuaciones y transcripciones caprichosas de los helenismos: reuma / reúma, Poseidón / Posidón, Athenea / Atenea, etc.

### Helenismos por orden alfabético
- -acanto (de ἀκανθο- akantho-, y este de ἄκανθα ákantha 'espina')
- -bio, -bia (-βιος -bios 'vida')
- -cracia (de κρατία -kratía, de la raíz de κράτος krátos 'fuerza')
- -dáctilo (δακτυλο- daktylo- 'dedo')
- -filia (φιλία philía 'amistad')
- ‒́filo, ‒́fila (-φιλος -philos)
- -fito, -fita (φυτόν phytón 'planta')
- ‒́fobo, ‒́foba (-φόβος -phóbos 'temor')
- ‒́fono, ‒́fona (‒́φωνος ‒́phōnos 'sonido')
- -gamia (-γαμία -gamía 'unión')
- -grafía (de -γραφία -graphía, de la raíz de γράφειν gráphein 'escribir')
- ‒́grafo, ‒́grafa (de -γράφος -gráphos, de la raíz de γράφειν gráphein 'escribir')
- -iatría (ἰατρεία iatreía 'curación')
- -latría (-λατρεία -latreía 'adoración')
- ‒́lisis, -lisis (‒́λυσις ‒́lysis 'disolución' o 'descomposición')
- -lito (λίθος líthos 'piedra')
- -logía (-λογία -logía 'estudio' o 'ciencia')
- -ma (-μα -ma)
- -metría (de -μετρία -metría, de la raíz de μέτρον métron 'medida')
- ‒́metro (μέτρον métron 'medida')
- -morfo, -morfa (-μορφος -morphos 'forma')
- -oma ( -ωμα -ōma)
- -ónimo (-ώνυμος -ṓnymos)
- ‒́podo (‒́ποδος ‒́podos, de la raíz de πούς, ποδός poús, podós 'pie')
- -teca (θήκη thḗkē 'caja')
- -terapia (θεραπεία therapeía 'tratamiento')
- -zoo (ζῷον zôion)
- A- (ἀ- a-; denota privación o negación)
- Abraxas (de ἀβράξας abráxas, cuyas letras, en su equivalencia numérica, suman 365, pues α = 1, β = 2, ρ = 100, ξ = 60 y ς = 200)
- Acanto- (ἀκανθο- akantho-, y este de ἄκανθα ákantha' espina')
- Acmé (ἀκμή akmḗ 'punta')
- Acracia (ἀκρατία akratía 'intemperancia')
- Ácrata (ἀκρατής akratḗs 'desenfrenado', influido en su forma por ‒́crata)
- Acrídido (ἀκρίς, -ίδος akrís, -ídos 'saltamontes' e ‒́ido)
- Acro- (ἀκρο- akro-, de la raíz de ἄκρος ákros 'lo más elevado, superior', 'extremo')
- Acróbata (ἀκροβάτης akrobátēs)
- Acrónico, acrónica (ἀκρόνυχος akrónychos 'vespertino', derivado de ἄκρος ákros 'extremo' y νύξ, νυκτός nýx, nyktós 'noche'; referido a la astronomía)
- Ácrono, ácrona (ἄχρονος áchronos)
- Acrópolis (ἀκρόπολις akrópolis)
- Adeno-, aden- (ἀδήν, ἀδένος adḗn, adénos 'glándula')
- Aero- (ἀερο- aero-, derivado de ἀήρ, ἀέρος aḗr, aéros 'aire')
- Áfilo, áfila, afilo, afila (ἄφυλλος áphyllos)
- Ágora (ἀγορά agorá)
- Agorafobia (ἀγορά agorá 'plaza pública' y -fobia)
- Agro- (ἀγρο- agro-)
- Alfa (ἄλφα álpha)
- Alifático, alifática (del griego ἄλειφαρ, -ατος áleiphar, -atos 'ungüento' e ‒́ico)
- Alotropía (de alo-, el griego τρόπος trópos 'mutación, cambio' e -ía)
- Amaxofobia (ἅμαξα hámaxa 'carro' y -fobia)
- An- (ἀν- an-; denota privación o negación)
- Ana- (ἀνα- ana-)
- Analepsis (ἀνάληψις análēpsis 'recuperación', 'restauración, renovación')
- Análisis (ἀνάλυσις análysis)
- Anamnesis, anámnesis (ἀνάμνησις anámnēsis 'recuerdo')
- Anarquía (ἀναρχία anarchía)
- Angio- (ἀγγεῖον angeîon 'vaso')
- Anti- (ἀντι- anti-)
- Antófilo (ἄνθος ánthos 'flor' y φύλλον phýllon 'hoja')
- Antófago, antófaga (ἄνθος ánthos 'flor' y ‒́fago)
- Antropo- (ἀνθρωπο- anthrōpo-)
- Antropofagia (ἀνθρωποφαγία anthrōpophagía)
- Antropoide (ἀνθρωποειδής anthrōpoeidḗs)
- Antropólogo, antropóloga (ἀνθρωπολόγος anthrōpológos 'que habla del ser humano')
- Antroponimia (de antropo- y el griego -ωνυμία -ōnymía, derivado de ὄνομα ónoma 'nombre')
- Antropopiteco (de antropo- y el griego πίθηκος píthēkos 'mono')
- Antroposofía (de antropo- y el griego σοφία sophía 'sabiduría')
- Antropósofo, antropósofa (de antropo- y el griego σοφός sophós 'sabio')
- Aporofobia (ἄπορος áporos 'carente de recursos' y -fobia)
- Apotropaico, apotropaica (del griego ἀποτρόπαιος apotrópaios 'que aleja el mal' y -aico)
- Aracnofobia (ἀράχνη aráchnē 'araña' y -fobia)
- Artropatía (del griego ἄρθρον árthron 'articulación' y -patía)
- Astro- (ἀστρο- astro-, y este de ἄστρον ástron)
- Auto- (αὐτο- auto-; referido a que significa 'propio' o 'por uno mismo')
- Bariatría (del griego βαρύς barýs 'pesado' y -iatría, por adaptación del inglés bariatrics)
- Barita (del griego βαρύς barýs 'pesado' e -ita)
- Baro- (βάρος báros 'pesadez, peso')
- Basófilo, basófila (βάσις básis 'base' y ‒́filo)
- Bentos (a partir de βένθος bénthos 'fondo del mar')
- Beta (βῆτα bêta; referido a la segunda letra del alfabeto griego)
- Bio- (βιο- bio-)
- Blefaroplastia (βλέφαρον blépharon 'párpado' y -plastia)
- Botica (del griego bizantino ἀποθήκη apothḗkē; referido a la farmacia, laboratorio y despacho de medicamentos; a la asistencia de medicamentos durante un plazo; al medicamento, droga o mejunje; a, en Argentina, tienda de mercader; o a la vivienda o aposento surtido del ajuar preciso para habitarlo)
- Braquiuro (βραχύς brachýs 'breve' y -uro)
- Broncoscopio (del griego βρόγχος brónchos 'tráquea, garganta' y -scopio)
- Bulimia (de βουλιμία boulimía, derivado de βούλιμος boúlimos 'muy hambriento'; propiamente 'con hambre de buey', de βοῦς boûs 'buey' y λιμός limós 'hambre')
- Cálato (κάλαθος kálathos 'canastillo')
- Caleidoscopio (del griego καλός kalós 'bello', εἶδος eîdos 'imagen' y -scopio)
- Calofilo, calofila (καλός kalós 'bello' y φύλλον phýllon 'hoja')
- Cáncamo (de γάγγαμον gángamon 'red', influido por cáncamo; referido a la sustancia conocida de los antiguos y que era, a lo que parece, resina o goma de un árbol de Oriente)
- Caquexia (καχεξία kachexía 'mala constitución')
- Cappa (κάππα káppa)
- Cariotipo (de κάρυον káryon 'nuez', 'núcleo' y τύπος týpos 'tipo')
- Carpófago, carpófaga (καρπός karpós 'fruto' y ‒́fago)
- Catóptrico, catóptrica (de κατοπτρικός katoptrikós, derivado de κάτοπτρον kátoptron 'espejo'; la forma femenina, de κατοπτρική katoptrikḗ)
- Catoptroscopia, catoptroscopía (del griego κάτοπτρον kátoptron 'espejo' y -scopia)
- Celentéreo (κοῖλος koîlos 'hueco' y ἔντερον énteron 'intestino')
- Clerofobia (del griego bizantino κλῆρος klêros 'clero' y -fobia)
- Climatología (κλίμα, -ατος klíma, -atos 'latitud, región' y -logía)
- Coloide (del griego κόλλα kólla 'cola' y -oide)
- Como (κῶμος kômos 'fiesta con cantos y bailes por las calles', 'tropa impetuosa', 'festín, banquete'; referido a burla, chasco)
- Coprofagia (κόπρος kópros 'excremento' y -fagia)
- Coprófago, coprófaga (κόπρος kópros 'excremento' y ‒́fago)
- Coprofilia (κόπρος kópros 'excremento' y -filia)
- Coprófilo, coprófila (κόπρος kópros 'excremento' y ‒́filo)
- Cosmorama (de cosmo- y el griego ὅραμα hórama 'vista')
- Creosota (de κρέας kréas 'carne' y σῴζειν sṓizein 'conservar, preservar')
- Crio- (κρύος krýos)
- Cromosoma (de cromo- y el griego σῶμα sôma 'cuerpo')
- Crono- (χρονο- chrono-)
- Cuatriciclo (de cuatri- y el griego κύκλος kýklos 'círculo', 'rueda')
- Dáctilo- (δακτυλο- daktylo-)
- Daguerrotipia (del francés daguerréotype y el griego -τυπία -typía, derivado de τύπος týpos 'molde')
- Deca- (δεκα- deka- 'diez')
- Delta (δέλτα délta)
- Demagogia (δημαγωγία dēmagōgía)
- Demagogo, demagoga (δημαγωγός dēmagōgós)
- Demonolatría (del griego bizantino δαίμων, -ονος daímōn, -onos 'demonio' y -latría)
- Dendrita (δενδρίτης dendrítēs)
- Diálisis (διάλυσις diálysis 'disolución')
- Dicasterio (δικαστήριον dikastḗrion 'tribunal')
- Difilo, difila (de di- y del griego φύλλον phýllon 'hoja')
- Difteria (del griego διφθέρα diphthéra 'membrana' y -ia)
- Dodeca- (δωδεκα- dōdeka-)
- Dramaturgia (δραματουργία dramatourgía)
- Dramaturgo, dramaturga (δραματουργός dramatourgós)
- Dseta (de la adaptación fonética del griego ζῆτα zêta)
- Eco- (οἰκο- oiko-; significa 'casa', 'morada' o 'ámbito vital')
- Ectropión (ἐκτρόπιον ektrópion)
- Ecumenismo (del griego οἰκουμένη oikouménē 'el mundo entero' e -ismo)
- Efímero, efímera (del griego bizantino ἐφήμερος ephḗmeros 'de un día')
- Egolatría (del griego ἐγώ egṓ o latín ego 'yo' y -latría)
- Elipse (ἔλλειψις élleipsis)
- Enea- (ἐννεα- ennea-)
- Endo- (ἐνδο- endo-)
- Endeca- (ἑνδεκα- hendeka- 'once')
- Entomofagia (ἔντομον éntomon 'insecto' y -fagia)
- Entomófago, entomófaga (ἔντομον éntomon 'insecto' y ‒́fago)
- Entomófilo, entomófila (ἔντομον éntomon 'insecto' y ‒́filo)
- Entusiasta (ἐνθουσιαστής enthousiastḗs; propiamente 'inspirado o poseído por un dios')
- Épsilon (ἔ ψιλόν é psilón; literalmente 'e simple')
- Epónimo, epónima (ἐπώνυμος epṓnymos)
- Ergio (derivado de ἔργον érgon 'trabajo')
- Ereutofobia (ἐρεύθειν ereúthein 'enrojecer' y -fobia)
- Espeleología (del griego σπήλαιον spḗlaion 'caverna' y -logía)
- Espermatogénesis (de σπέρμα, -ατος spérma, -atos 'esperma' y -génesis)
- Estenotipia (de στενός stenós 'estrecho' y -τυπία -typía, y este derivado de τύπος týpos 'molde')
- Estrabismo (στραβισμός strabismós)
- Eta (ἦτα êta)
- Etnia (ἔθνος éthnos 'pueblo')
- Etnonimia (de etno- y el griego -ωνυμία -ōnymía, derivado de ὄνομα ónoma 'nombre')
- Eutrapelia (εὐτραπελία eutrapelía 'broma amable')
- Exégesis, exegesis (ἐξήγησις exḗgēsis 'explicación', 'relato')
- Exégeta, exegeta (ἐξηγητής exēgētḗs)
- Fanerógamo, fanerógama (del griego φανερός phanerós 'manifiesto' y ‒́gamo)
- Fase (φάσις phásis 'manifestación')
- Fenología (del griehñgo φαίνειν phaínein 'mostrar, aparecer' y -logía)
- Fi (φῖ phî; referido a la vigesimoprimera letra del alfabeto griego)
- Filantropía (φιλανθρωπία philanthrōpía)
- Filántropo, filántropa (φιλάνθρωπος philánthrōpos)
- Filia (φιλία philía)
- Filo (φῦλον phŷlon 'raza, estirpe'; referido a la categoría taxonómica fundamental de la clasificación biológica)
- Filo- (φιλο- philo-)
- Filófago, filófaga (φύλλον phýllon 'hoja' y ‒́fago)
- Fito- (φυτόν phytón)
- Fobia (-φοβία -phobía 'temor')
- Foniatra (de fono- y el griego ἰατρός iatrós 'médico', con -a, inducida por el componente francés -iatre)
- Fono- (φωνο- phōno-')
- Foto- (φωτο- phōto-, de la raíz de φῶς, φωτός phôs, phōtós 'luz'; referido al agente físico que hace visibles los objetos)
- Fotón (del griego φῶς, φωτός phôs, phōtós 'luz' y -ón)
- Galea (del griego bizantino γαλέα galéa 'mustela, especie de tiburón', por comparación de los movimientos rápidos y ágiles de este pez con los de la galera)
- Gama (γάμμα gámma, tercera letra del alfabeto griego, Γ, con la cual daba principio la serie de los sonidos musicales; referido a la escala, gradación de colores; serie de elementos que pertenecen a una misma clase o categoría; o a la música)
- Gameto (de γαμετή gametḗ 'esposa' o γαμέτης gamétēs 'marido')
- Gamma (γάμμα gámma)
- Gastr- (γαστρο- gastro-, de γαστήρ, γαστρός gastḗr, gastrós)
- Gastro- (γαστρο- gastro-, de γαστήρ, γαστρός gastḗr, gastrós)
- Gastronomía (γαστρονομία gastronomía)
- Geo- (γεω- geō-, de la raíz de γῆ gê 'tierra')
- Geriatra (del griego γῆρας gêras 'vejez' y ἰατρός iatrós 'médico', con -a, inducida por el componente francés -iatre)
- Geriatría (γῆρας gêras 'vejez' y -iatría)
- Geronto- (γέρων, γέροντος gérōn, gérontos)
- Gimnasia (γυμνασία gymnasía)
- Ginefobia (γυνή gynḗ 'mujer' y -fobia)
- Glicólisis, glicolisis (del griego γλυκύς glykýs 'dulce' y ‒́lisis)
- Grafo- (γράφειν gráphein 'escribir')
- Gramo (γράμμα grámma 'escrúpulo')
- Hápax (ἅπαξ [λεγόμενον] hápax [legómenon] '[dicho] una sola vez')
- Haplografía (del griego ἁπλόος haplóos 'simple' y -grafía)
- Haplología (del griego ἁπλόος haplóos 'simple' y -logía)
- Helio- (ἡλιο- hēlio-)
- Heliotropo (ἡλιότροπος hēliótropos)
- Hemat- (αἱματο- haimato-, y este de αἷμα, -ατος haîma, -atos)
- Hemato- (αἱματο- haimato-, y este de αἷμα, -ατος haîma, -atos)
- Hemo- (αἱμο- haimo-, y este de αἷμα, -ατος haîma, -atos 'sangre')
- Hepta- (ἑπτα- hepta-)
- Herpetofauna (del griego ἑρπετόν herpetón 'reptil' y fauna)
- Hetero- (ἑτερο- hetero-)
- Hexa- (ἑξα- hexa-)
- Hidro- (ὑδρο- hydro-)
- Hipálage (ὑπαλλαγή hypallagḗ 'cambio')
- Hipermetropía (de ὑπέρμετρος hypérmetros 'desmesurado' y un derivado de ὤψ, ὠπός ṓps, ōpós 'vista')
- Hipomoclio (ὑπομόχλιον hypomóchlion)
- Holo- (ὁλο- holo-)
- Homo- (ὁμο- homo-; significa 'igual')
- Hoplita (ὁπλίτης hoplítēs)
- Ictíneo, ictínea (del griego ἰχθύς ichthýs 'pez' e -íneo)
- Ictiófago, ictiófaga (ἰχθυοφάγος ichthyophágos)
- Ictiografía (del griego ἰχθύς, -ύος ichthýs, -ýos 'pez' y -grafía)
- Ictiol (del griego ἰχθύς ichthýs 'pez', por contener restos de peces fósiles la roca bituminosa de la que se extrae este aceite, y -ol)
- Ictiología (del griego ἰχθύς, -ύος ichthýs, -ýos 'pez' y -logía)
- Ictiosaurio (de ἰχθύς, -ύος ichthýs, -ýos 'pez' y σαῦρος saûros 'lagarto')
- Iota (ἰῶτα iôta)
- Ípsilon (ὗ ψιλόν hŷ psilón; literalmente 'y simple')
- Iso- (ἰσο- iso-)
- Isoclina (ἰσοκλινής isoklinḗs 'de igual inclinación')
- Isócrono, isócrona (ἰσόχρονος isóchronos 'de igual duración')
- Isodínama (ἰσοδύναμος isodýnamos 'de igual fuerza')
- Isofonía (de iso- y el griego -φωνία -phōnía 'sonido')
- Isoglosa (de iso- y el griego γλῶσσα glôssa 'lengua')
- Isometría (del griego ἰσομετρία isometría, de ἰσο- iso- 'iso-' y -μετρία -metría '-metría')
- Isonomía (ἰσονομία isonomía)
- Isoperímetro, isoperímetra (de iso- y el griego περίμετρος perímetros 'contorno')
- Isoquímena, isoquimena (del francés isochimène, y este de iso- 'iso-' y el griego χειμών, χειμῶνος cheimṓn, cheimônos 'invierno')
- Isosilábico, isosilábica (de iso- y el griego συλλαβικός syllabikós 'silábico')
- Isótera (de iso- y el griego θέρος théros 'verano')
- Isotónico, isotónica (del griego ἰσότονος isótonos 'de igual tensión' e ‒́ico)
- Isótropo, isótropa (de iso- y el griego τρόπος trópos 'dirección')
- Isquion (ἰσχίον ischíon)
- Ji (χῖ chî; referido a la vigesimosegunda letra del alfabeto griego)
- Kappa (κάππα káppa)
- Lambda (λάμβδα lámbda)
- Licantropía (λυκανθρωπία lykanthrōpía)
- Licántropo, licántropa (λυκάνθρωπος lykánthrōpos)
- Lipo- (λίπος lípos 'grasa'; referido a algo pingüe, mantecoso y que tiene gordura)
- Lisis (λύσις lýsis 'solución')
- Lítico, lítica (λιθικός lithikós; referido a lo perteneciente o relativo a la piedra)
- Lito- (λίθος líthos 'piedra')
- Logotipo (del griego λόγος lógos 'palabra' y tipo)
- Lotófago, lotófaga (λωτοφάγος lōtophágos 'que come loto')
- Macro- (μακρο- makro-)
- Mega- (μεγα- mega-)
- Meso- (μεσο- meso-)
- Metabolismo (del griego μεταβολή metabolḗ 'cambio' e -ismo)
- Metalurgia (del griego μεταλλουργός metallourgós 'minero' y -ia)
- Metástasis (μετάστασις metástasis 'cambio de lugar')
- Meteco, meteca (de μέτοικος métoikos 'extranjero')
- Metro (μέτρον métron 'medida'; referido a la unida de longitud)
- Metrología (del griego μέτρον métron 'medida' y -logía)
- Mi (μῦ mŷ; referido a la duodécima letra del alfabeto griego)
- Miasma (μίασμα míasma 'mancha'; referido a la señal que una cosa hace en un cuerpo, generalmente ensuciándolo o echándolo a perder)
- Micro- (μικρο- mikro- 'pequeño')
- Miodinia (de mio- y el griego ὀδύνη odýnē 'dolor')
- Miria- (μυρία myría, plural neutro de μυρίος myríos 'innumerable')
- Misantropía (μισανθρωπία misanthrōpía)
- Misántropo, misántropa (μισάνθρωπος misánthrōpos)
- Misoneísmo (del griego μισεῖν miseîn 'odiar', neo- e -ismo)
- Misoneísta (del griego μισεῖν miseîn 'odiar', neo- e -ista)
- Mono- (μονο- mono-)
- Monofilo, monofila (μονόφυλλος monóphyllos)
- Morfema (del griego μορφή morphḗ 'forma' y -ma)
- Morfo- (μορφο- morpho-)
- Mosaico, mosaica (Μωσαϊκός Mōsaïkós; referido a lo perteneciente o relativo a Moisés)
- Musaca (del griego moderno μουσακάς mousakás)
- Musaka (del griego moderno μουσακάς mousakás)
- Narceína (del griego νάρκη nárkē 'torpor, adormecimiento' e -ina)
- Necrófago, necrófaga (νεκροφάγος nekrophágos)
- Nefro- (νεφρός nephrós)
- Neo- (νεο- neo-)
- Neumo- (πνεύμων pneúmōn)
- Neuro- (νευρο- neuro-)
- Ni (νῦ nŷ; referido a la decimotercera letra del alfabeto griego)
- Nitro- (νιτρο- nitro-)
- Nosofobia (νόσος nósos 'enfermedad' y -fobia)
- Octa- (ὀκτα- okta-)
- Odisea (de Odisea, título de un poema homérico)
- Oftalmología (del griego ὀφθαλμός ophthalmós 'ojo' y -logía)
- Omega (ὦ μέγα ô méga; literalmente 'o grande')
- Ómicron (ὄ μικρόν ó mikrón; literalmente 'o pequeña')
- Onicofagia (ὄνυξ, -υχος ónyx, -ychos 'uña' y -fagia)
- Onomástico, onomástica (ὀνομαστικός onomastikós; la forma femenina, de ὀνομαστική onomastikḗ 'arte de nombrar')
- Optometría (del griego ὀπτός optós 'visible' y -metría)
- Optómetro (del griego ὀπτός optós 'visible' y ‒́metro)
- Ornito- (de ὀρνιθο- ornitho-, y este de ὄρνις, -ιθος órnis, -ithos)
- Ósmosis, osmosis (de ὠσμός ōsmós 'acción de empujar', 'impulso' y -sis)
- Osteo- (ὀστεο- osteo-)
- Paidofilia (παῖς, παιδός paîs, paidós 'niño' y -filia)
- Pan- (παν- pan-)
- Páncreas (πάγκρεας pánkreas)
- Pantógrafo (del griego πᾶν, παντός pân, pantós 'todo' y ‒́grafo)
- Paralaje (παράλλαξις parállaxis 'cambio', 'diferencia')
- Pato- (παθο- patho-)
- Pectina (del griego πηκτός pēktós 'coagulado' e -ina)
- Pediatra (παῖς, παιδός paîs, paidós 'niño' y ἰατρός iatrós 'médico')
- Pediatría (παῖς, παιδός paîs, paidós 'niño' y -iatría)
- Pedofilia (παῖς, παιδός paîs, paidós 'niño' y -filia)
- Penta- (πεντα- penta-)
- Pentagrama, pentágrama (de penta- y el griego γραμμή grammḗ 'línea')
- Pi (πῖ pî)
- Piro- (πυρο- pyro-)
- Pirolusita (de piro- y el griego λύσις lýsis 'descomposición')
- Pitecántropo (de πίθηκος píthēkos 'mono' y ἄνθρωπος ánthrōpos 'hombre')
- Plesiosaurio (de πλησίος plēsíos 'próximo' y σαῦρος saûros 'lagarto')
- Plétora (πληθώρα plēthṓra)
- Plutócrata (πλοῦτος ploûtos 'riqueza' y ‒́crata)
- Podiatra (de podo- y el griego ἰατρός iatrós 'médico')
- Podo- (ποδο- podo-, de la raíz de πούς, ποδός poús, podós)
- Polémica (πολεμική polemikḗ 'arte de la guerra')
- Polémico, polémica (πολεμικός polemikós)
- Poli- (de πολυ- poly- 'mucho', indica pluralidad o abundancia; o πόλις pólis, significa 'ciudad')
- Polifagia (πολυφαγία polyphagía 'voracidad')
- Polífago, polífaga (πολυφάγος polyphágos 'voraz')
- Polifonía (πολυφωνία polyphōnía 'variedad de tonos')
- Polis (πόλις pólis)
- Polisemia (de poli- y el griego σῆμα sêma 'significado')
- Polistilo, polistila (πολύστυλος polýstylos)
- Política (πολιτική politikḗ)
- Profiláctico, profiláctica (de προφυλακτικός prophylaktikós, de προφυλάσσειν prophylássein 'prevenir, precaver')
- Profilaxis (προφύλαξις prophýlaxis)
- Prolegómeno (προλεγόμενα prolegómena 'preámbulos')
- Prolepsis (πρόληψις prólēpsis)
- Prótasis (πρότασις prótasis)
- Protón (πρῶτον prôton 'primero')
- Psi (ψῖ psî)
- Psico-, sico- (ψυχο- psycho-)
- Psique (ψυχή psychḗ)
- Psiquis (ψυχή psychḗ)
- Quiro- (χειρο- cheiro-)
- Rino- (ῥινο- rino-)
- Ro (ῥῶ rô; referido a la decimoséptima letra del alfabeto griego)
- Rockódromo (del inglés rock 'rock' y el griego δρόμος drómos 'pista de carreras', formado a imitación de hipódromo, canódromo, etc.)
- Selen- (σελήνη selḗnē)
- Seleno- (σελήνη selḗnē)
- Semiología (del griego σημεῖον sēmeîon 'signo' y -logía)
- Semiótico, semiótica (del griego σημειωτικός sēmeiōtikós; en acepción médica, del griego σημειωτική sēmeiōtikḗ)
- Siderosa (de σίδηρος sídēros 'hierro')
- Siderurgia (de σιδηρουργία sidērourgía, de σίδηρος sídēros 'hierro' y ἔργον érgon 'obra')
- Sigma (σίγμα sígma)
- Sin- (συν- syn-; significa 'unión')
- Soma (σῶμα sôma 'cuerpo'; referido a la totalidad de la materia corporal de un organismo vivo, excepto los gametos; al cuerpo celular de la neurona; o al cuerpo, por oposición a psique)
- Taquígrafo, taquígrafa (del griego bizantino ταχυγράφος tachygráphos, de ταχυ- tachy- 'taqui-' y -γράφος -gráphos '‒́grafo')
- Tau (ταῦ taû)
- Taumaturgia (del griego θαυματουργία thaumatourgía; confer taumaturgo)
- Taumaturgo, taumaturga (de θαυματουργός thaumatourgós, de θαῦμα, -ατος thaûma, -atos 'maravilla', 'cosa asombrosa' y -εργος -ergos 'que hace')
- Teca (θήκη thḗkē 'caja'; referido a la cajita donde se guarda una reliquia o a la célula en cuyo interior se forman las esporas de algunos hongos)
- Tecno- (τεχνο- techno-)
- Teobroma ( θεός theós 'dios' y βρῶμα brôma 'alimento')
- Teoría (θεωρία theōría)
- Tera- (τέρας téras 'prodigio, monstruo')
- Terpéutico, terapéutica (θεραπευτικός therapeutikós)
- Terapia (θεραπεία therapeía)
- Termo- (θερμο- thermo-)
- Teta (quizá voz expresiva; confer germánico *tĭtta, griego τίτθη títthē)
- Tetra- (τετρα- tetra-)
- Tifo (τῦφος tŷphos 'humo, estupor'; referido al tifus)
- Torácico, torácica (θωρακικός thōrakikós)
- Toracoplastia (del griego θώραξ, -ακος thṓrax, -akos 'tórax' y -plastia)
- Tri- (del latín tri- o del griego τρι- tri-)
- Tropismo (del griego τρόπος trópos 'vuelta' e -ismo)
- Troposfera, tropósfera (acrónimo del griego τρόπος trópos 'vuelta' y atmósfera)
- Troquel (quizá del griego τροχός trochós 'rueda')
- Uranio, urania (οὐράνιος ouránios 'celeste'; referido a lo perteneciente o relativo a los astros y al espacio celeste)
- Xi (ξῖ xî)
- Xeno- (ξενο- xeno- 'extranjero', 'extraño')
- Xero- (ξηρο- xēro-)
- Xilo- (ξυλο- xylo-)
- Zeína (del griego ζέα zéa 'espelta' e -ina)
- Zeta (de la adaptación fonética del griego θῆτα thêta; referido a la octava letra del alfabeto griego)
- Zoantropía (de zoo- y el griego ἄνθρωπος ánthrōpos 'hombre')
- Zoo- (de ζωο- zōo- o ζῳο- zōio-, de ζῷον zôion)
- Zoófago, zoófaga (ζῳόφαγος zōióphagos)
- Zoótropo (de zoo- y el griego τρόπος trópos 'vuelta')